# Vojenská nemocnice Olomouc
Vojenská nemocnice Olomouc je zdravotnické zařízení v Olomouci, příspěvková organizace Ministerstva obrany. Sídlí v bývalém klášteře Hradisko a má odloučené pracoviště na Pasteurově ulici. Disponuje 265 lůžky, je výukovou nemocnicí Vojenské lékařské fakulty Univerzity obrany, ale i přes svůj název léčí všechny pacienty. 

## Historie
Jde o nejstarší českou vojenskou nemocnici, v Olomouci byla jako polní vojenská nemocnice založena už roku 1748 v souvislosti s budováním olomoucké pevnosti. Původně sídlila v části městského špitálu sv. Ducha (dnes sloužící jako Muzeum umění), pak krátce v blízkém jezuitském konviktu a v roce 1802 se přesunula do budovy zrušeného kláštera Hradisko. Protože ten se ale nacházel už za opevněním města, byly v letech 1840–1846 navíc postaveny Špitálská (dnes Hanácká) kasárna a roku 1910 ještě Zeměbranecká nemocnice na Pasteurově ulici. Intenzivně byla využívána v období napoleonských válek a zejména za první světové války (zemřelí vojáci byli pohřbeni na černovírském vojenském hřbitově, pro jihoslovanské vojáky bylo později zřízeno mauzoleum v Bezručových sadech). Nazývala se původně Posádková nemocnice, v československé armádě byla vedena jako Divizní, resp. Sborová nemocnice 7 a od roku 1950 už jako Vojenská nemocnice Olomouc.

## Ocenění
V květnu 2018 obdržela Cenu města Olomouce za rok 2017 „za příkladnou péči o válečné veterány“.